# Državna cesta D6
D6 je državna cesta u Hrvatskoj. Ukupna duljina iznosi 134,5 km.